# Achyranthes arborescens
Achyranthes arborescens är en amarantväxtart som beskrevs av Robert Brown. Achyranthes arborescens ingår i släktet Achyranthes och familjen amarantväxter. Inga underarter finns listade i Catalogue of Life.